# Buddelundiella sanfilippoi
Buddelundiella sanfilippoi är en kräftdjursart som beskrevs av Alessandro Brian 1951. Buddelundiella sanfilippoi ingår i släktet Buddelundiella och familjen Buddelundiellidae. Inga underarter finns listade i Catalogue of Life.